# Georg Wilhelm Baurenfeind
Georg Wilhelm Baurenfeind, né le 16 novembre 1728 à Nuremberg et mort en mer entre Mokha et Bombay le 29 août 1763, est un dessinateur, peintre et graveur allemand. 

## Biographie
Georg Wilhelm Bauernfeind est le fils du calligraphe de Nuremberg Michael Baurenfeind. En tant qu'étudiant, il suit à Copenhague le graveur sur cuivre Johan Martin Preisler qu'il a rencontré à Nuremberg. En 1759, il reçoit le prix de l'Académie royale des beaux-arts du Danemark (grande médaille d'or) pour sa gravure Moïse près du buisson ardent et en 1760, il est nommé maître de dessin à l'Académie.
Engagé en 1761 dans l'expédition danoise de Carsten Niebuhr au Proche-Orient comme dessinateur, Baurenfeind meurt lors de la traversée vers Bombay. Ses dessins et manières noires sont inclus dans les rapports d'expédition de Niebuhr et Peter Forsskål.

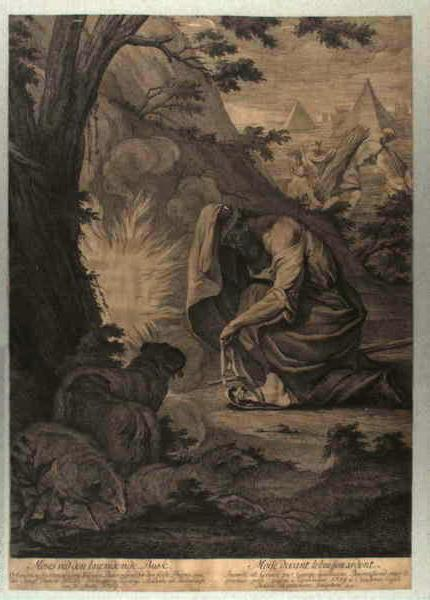
Moïse près du buisson ardent (1759).
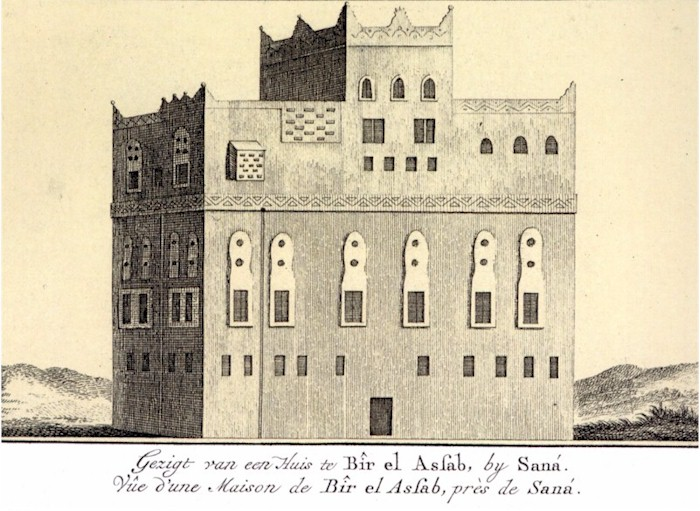
Maison dans la banlieue-jardin de Bir al-Azab à Sanaa, Yemen (entre 1762 et 1764).